# Rectoria de Sant Esteve d'en Bas
La Rectoria de Sant Esteve d'en Bas és una casa de Sant Esteve d'en Bas, al municipi de la Vall d'en Bas (Garrotxa), protegida com a bé cultural d'interès local. És un edifici civil de grans dimensions situat a la plaça Major de Sant Esteve.

## Descripció
Destaca la quantitat de pedra treballada, tant de les dues portes com de les diferents finestres, que tenen cantoneres de pedra. Hi ha quatre finestres, dues grans a la primera planta i dues més petites a dalt, i en una d'elles hi ha una inscripció en llatí.
Com a elements destacables hi ha una porta de fusta amb ferro forjat i també un detall gòtic de pedra treballada amb motius florals. En una altra llinda hi ha la referència de l'actual restauració "Antiga casa rectoral, restaurada el 1975-1980, Família Blasco-Cardona".

## Història
La història d'aquesta casa està relacionada amb l'Església de Sant Esteve d'en Bas. Actualment és residència però s'ha establert un petit museu en el seu interior amb peces trobades en l'anterior casa, ara restaurada i amb d'altres foranes. Pel material trobat es pot deduir que ja existia pels vols dels anys 1700.